# Оперативне угруповання військ «Кривий Ріг»
Оперативне угруповання військ «Кривий Ріг» (ОУВ «Кривий Ріг») — тимчасове об'єднання Сил оборони України, що існувало у 2022 році. Входило до складу ОСУВ «Херсон».
Об'єднання було створене під час російського вторгнення в Україну у 2022 році. Брало участь у визволенні Херсона під час херсонського контрнаступу. Після контрнаступу розформоване.

## Історія
Утворене 30 вересня 2022 року у результаті переформатування ОУВ «Каховка».
6 жовтня ОУВ повідомило, що російські війська знищили кілька пам'ятників Другої світової війни на Херсонщині.
13 жовтня ОУВ написало про бойові будні 60-ї окремої механізованої бригади.
18 листопада 2022 року, після звільнення Херсона та правобережної частини області, ОУВ «Кривий Ріг» було розформоване.

## Командування
- 2022: бригадний генерал Драпатий Михайло Васильович[1]